# Роман Лободич
Роман Лободич (пол. Roman Łobodycz; 8 січня 1893, Сороки — 22 серпня 1969, Філадельфія, Пенсильванія, США) — український громадський діяч, греко-католицький священик, діяч Української Національної Віднови (УНО), сенатор 4-го терміну у Польській Республіці (1918—1939).

## Життєпис
Навчався у гімназіях Стрия та Станіслава, а також на правничому і богословському факультетах Львівського університету.
Під час Першої світової війни в австро-угорській армії, спочатку як доброволець у медичній службі. У 1917 році був висвячений на священика митрополитом Андреєм Шептицьким. Став капеланом на італійському фронті, де потрапив у полон.
Під час польсько-української війни капелан при повітовій команді Української Галицької Армії у місті Жидачеві.
У Другій Речі Посполитій був парохом у Львові, Жидачові, Галічі та Залукеві. Депутат міської ради в Станіславові. Активіст багатьох українських культурно-освітніх товариств. Член наглядових рад Земельного іпотечного банку у Львові та Товариства взаємного страхування «Дністер». Член Української Національної Обнови (УНО). Канонік греко-католицької єпископської курії в Станиславові (1930). З листопада 1938 року на капітулі греко-католицького архієпископства у Львові.
У 1935 році обраний сенатором Польщі. Очолював видавництво «Бібльос» у Львові, входив до наглядових рад Земельного банку, товариств «Дністер» і «Рідна школа».
У 1943—1944 роках був польовим духівником дивізії «Галичина».
Після Другої світової війни емігрував, з 1947 року — у США. Заснував і став першим парохом української парафії в Лос-Анджелесі, був першим ректором духовної семінарії у Вашингтоні.
У 1957—1959 роках був головою Союзу українців-католиків «Провидіння» в США. Публікувався в релігійній пресі. Наприкінці життя служив капеланом сиротинця сестер-василіянок у Філадельфії.